# Aubigné-Racan
Aubigné-Racan è un comune francese di 2 112 abitanti situato nel dipartimento della Sarthe nella regione dei Paesi della Loira.

## Società

### Evoluzione demografica
Abitanti censiti